# Daria Werbowy
Daria Werbowy (Carcóvia, 19 de novembro de 1983), é uma supermodelo ucraniana. Nascida na Ucrânia e criada no Canadá. Segundo a revista Forbes, Daria Werbowy foi em 2006 e 2007, a 9.ª modelo mais bem paga do mundo, com ganhos anuais estimados em 3,5 e 3,8 milhões de dólares, respetivamente. Em 2008 e 2009, subiu para a 8.ª posição, com 4,5 milhões anuais.

## Biografia
Daria Werbowy é descendente de família ucraniana.
Fez trabalhos para as marcas Lancôme, Prada, Yves Saint-Laurent, Roberto Cavalli, Gucci, Hermès, Valentino, Missoni, Versace, Prada, Louis Vuitton e Chanel, entre outras.
Foi capa da revista Vogue francesa e americana, e surgiu na capa da revista TIME em 12 de março de 2006.
Daria Werbowy foi colocada na 3.ª posição na lista das "20 modelos-ícones", publicada pelo site norte-americano Models.com.